# Васькина, Елена Александровна
Еле́на Алекса́ндровна Ва́ськина, в девичестве Шу́бина (род. 28 сентября 1974 года, СССР) — советская и российская пловчиха и педагог. Мастер спорта международного класса.

## Биография
Елена Шубина — воспитанница Павла Иоселиани. В 1992 году квалифицировалась на Олимпиаду в Барселоне. В комбинированной эстафете в составе Объединённой команды завоевала бронзу. В эстафете 4x100 метров заняла с командой четвёртое место, а в индивидуальных соревнованиях в заплыве на 100 метров вольным стилем стала 11-й.
Шубина становилась чемпионкой России и рекордсменом страны по плаванию. В 1993 году на первенстве России выиграла бронзовые медали на дистанциях 50 и 100 метров. После чемпионата Европы 1993 года завершила спортивную карьеру.
В 1998 году получила высшее образование в РГАФК. Вышла замуж и сменила фамилию. В 2002 году Елена Васькина родила дочь Дарью. Некоторое время не хотела, чтобы дочь занималась плаванием, но затем изменила своё мнение. Дарья Васькина в 2019 году в возрасте 16 лет выиграла бронзовую медаль на чемпионате мира в Кванджу (50 м на спине).
Тренер в СШОР «Юность Москвы» по плаванию «Труд» в Москве.